# The Armenian Weekly
The Armenian Weekly est un journal en langue anglaise de la communauté arménienne des États-Unis publié depuis 1934.

## Historique

### Hairenik Weekly(1934-1969)
En 1899, des membres de la Fédération révolutionnaire arménienne fondent le journal Hairenik. Rédigé en arménien, ce dernier décide de se doter d'une section en langue anglaise en juin 1932. Cette section rencontre un succès tel qu'en mars 1934, elle devient un journal à part entière : Hairenik Weekly. Il engage un rédacteur-en-chef, James Mandalian, assisté par Queenie Pambookjian.
Dans les colonnes de ce nouveau journal, on trouve notamment des traductions en anglais d’œuvres d'Avetis Aharonian, de Hamasdegh, de Gostan Zarian, etc.. La ligne éditoriale est alors contrôlée par l'Armenian Youth Federation (AYF).

### The Armenian Weekly(1969-)
En 1969, Hairenik Weekly devient The Armenian Weekly.

## Liste des rédacteurs-en-chef[1]
- 1934 : Armen Bardizian
- 1934-1969 : James G. Mandalian
- 1945-1981 : James H. Tashjian
  - 1977-1978 : Laura Tosoonian
- 1979-1982 : Ohan S. Balian
- 1982-1983 : Tom Vartabedian
- 1982-1984: Georgi-Ann (Bargamian) Oshagan
- 1984-1989: Muriel (Mimi) Parseghian
- 1987-1992 : Antranig Kasbarian
- 1990-1996 : Vahe Habeshian
- 1996-1997 : Viken Aprahamian
- 1998-1999 : Peter Nersesian
- 1999-2000 : Arto Payaslian
- 1999-2004 : Jason Sohigian
- 2004-2005 : Sossi Esajanian
- 2005-2007 : Jenny Kiljian
- 2007-2014 : Khatchig Mouradian
- 2014-2016 : Nanore Barsoumian
- 2016-2018 : Rupen Janbazian
- 2018-2019 : Karine Vann
- 2019- : Pauline Getzoyan

## Numérisation
Depuis 2017, les numéros de Hairenik et de The Armenian Weekly sont en cours de numérisation.